# 노들나루공원
노들나루공원(노들나루公園, Nodeulnaru Park)은 대한민국 서울특별시에 있는 공원 및 스포츠 시설이다. 초기 이름은 '노량진배수지공원' 이었다가 2013년 10월 7일에 '노원나루공원'으로 명칭을 변경했다. 원래 노량진 배수지가 있었던 자리에 조성된 공원으로, 배수지가 철거된 이후 공원으로 조성되었으며, '본동시민공원'이라고도 불렸다.

## 주요 시설
- 축구장
- 풋살장
- 씨름장

## 사건 사고
- 노량진 배수지 수몰 사고

## 이용 정보
- 서울 지하철 9호선 노들역 2번 출구에서 도보로 1분 (9호선 급행열차 이용시 9호선 노량진역에서 하차하여 8번 출구로 나가서 사육신공원 방향 도보로 5분)

## 참고 문헌
- 〈노들나루공원〉. 《디지털동작문화대전》. 한국학중앙연구원.
- 〈노들마루공원〉. 《대한민국 구석구석》. 한국관광공사.
- 《2023 전국 공공체육시설 현황 (2022년 12월말 기준)》. 대한민국 문화체육관광부. 2024.